# نبيلة عبيد
نبيلة عبيد (مواليد 21 يناير 1945) هي ممثلة مصرية، قدمت عدداً كبير من الأعمال في السينما المصرية. وحققت أفلامها إيرادات كبيرة في ثمانينيات وتسعينيات القرن العشرين.

## عن حياتها
ولدت في حي شبرا، القاهرة في أسرة متوسطة الحال، وقد شبت منذ الصغر على حب التمثيل ومشاهدة الأفلام التي كانت تعرض في سينما شبرا «بالاس» القريبة من منزلها في يوم الجمعة من كل أسبوع، وكان أول من اكتشفها هو المخرج عاطف سالم وقدمها في فيلم مافيش تفاهم والذي أدت فيه دورها ككومبارس صامِت، ثم حصلت على أول بطولة مطلقة في فيلم رابعة العدوية للمخرج نيازي مصطفى. حصلت على الدكتوراه الفخرية من جامعة ويلز عن مجمل أعمالها.
شهدت الفترة من منتصف سبيعينيات القرن العشرين و حتى نهاية تسعينيات القرن العشرين برزت كنجمة سينمائية حيث قدمت في تلك الفترة العديد من الأعمال التي لا تزال تعد من العلامات الفارقة في تاريخ السينما المصرية فلقبت ب «نجمة مصر الأولى».
تعاونت في تلك الفترة مع عدد من كبار الكتاب والمخرجين، من أشهرهم الكاتب الكبير إحسان عبد القدوس والكاتب نجيب محفوظ حيث قدمت عددًا من أعمالهم الروائية والتي نالت عنها جوائز عدة كأفلام منها وسقطت في بحر العسل وولا يزال التحقيق مستمرا وايام في الحلال. لكن فترة أواسط الثمانينات والتسعينيات تعتبر من أهم فترات نجاح نبيلة عبيد وأفلام مثل التخشيبة، الراقصة والسياسي الأكثر نجاحا وفيلم كشف المستور. شهدت أيضا الفترة صراعا ومنافسة مع زميلتها اللدودة نادية الجندي. نبيلة عبيد فازت بجوائز عديدة على العديد من الأفلام.

### المناصب التي تقلدتها
عضو تحكيم في جائزة الجامعة المصرية اليابانية للعلوم والتكنولوجيا.
رئيسة لجنة تحكيم نجمة العرب.

### الأدوار
تعددت الأدوار والشخصيات التي قدمتها خلال رحلتها في السينما حيث لم تقتصر على أداء نوع واحد أو شخصية واحدة وإنما تنوعت الأدوار فشملت الأم والابنة والمدرسة والزوجة وسيدة الأعمال والشرطية والخادمة والمدمنة والراقصة والقاتلة واللصة والمجندة من قبل المخابرات وغيرها من الأدوار حيث كانت نصيرا للكثير من القضايا الإنسانية وقضايا المرأة وكاشفا للفساد في المجتمع ويعد دور الأم الذي أدته في فيلم العذراء والشعر الأبيض من أهم وأروع أدوار الأمومة في تاريخ السينما المصرية.

### حياتها الشخصية
تزوجت من مكتشفها المخرج عاطف سالم في عام 1963  إلا أنها انفصلت عنه في عام 1967.
تزوجت أربع مرات، وتكتمت على حياتها الخاصة وزيجاتها لكن في عام 2010 اعترفت بأنها كانت قد تزوجت من المخرج أشرف فهمي في السر، ولكن الممثلة جالا فهمي نفت هذا الخبر وقالت إن ما تردد ما هو إلا إشاعة ولا أساس له من الصحة ولو أن والدها تزوج لأخبرها».، أيضا اعترفت خلال البرنامج التلفزيوني واحد من الناس بأطول زيجاتها وكان مع السياسي المعروف ومستشار الرئيس مبارك الدكتور أسامة الباز واستمر زواجهما لمدة 9سنوات وفي برنامج «حوار صريح جداً» مع المذيعة منى الحسيني أنها تزوجت في السر مرتين بشخصيات عربية.

### خبر ارتباطها في حبيب العادلي
قالت إنها فوجئت بكلام الممثلة مريم فخر الدين في حديث سابق في إحدىٰ القنوات التلفزيونية، وقالت إنها لا تعرف سببا منطقيا لما قالته فكل ما سمعته منها في هذا الشأن أن حبيب العادلي تزوج من أنوشكا.

## أعمالها

### الأفلام
- 1961: مافيش تفاهم
- 1963: رابعة العدوية
- 1965: المماليك
- 1966: زوجة من باريس
- 1966: كنوز
- 1966: الأصدقاء الثلاثة
- 1966: 3 لصوص
- 1968: سارق الملايين
- 1968: النصابين الثلاثة
- 1968: السيرك
- 1968: أبطال ونساء
- 1969: زوجة غيورة جدا
- 1970: واحد في المليون
- 1970: هاربات من الحب
- 1970: رحلة شهر العسل
- 1970: الكدابين الثلاثة
- 1970: الساعات الرهيبة
- 1970: ابن أفريقيا
- 1971: خطيب ماما
- 1971: لست مستهترة
- 1971: حياة خطرة
- 1971: آدم والنساء
- 1972: ليلة حب أخيرة
- 1972: لعبة كل يوم
- 1972: صور ممنوعة
- 1972: الخطافين
- 1972: جنون المراهقات
- 1973: مسك وعنبر
- 1973: شلة المحتالين
- 1973: ذكرى ليلة حب
- 1974: وكان الحب
- 1974: رحلة العجائب
- 1975: مجانين بالوراثة
- 1975: حبي الأول والأخير
- 1975: بديعة مصابني
- 1976: الكروان له شفايف
- 1977: وسقطت في بحر العسل
- 1977: سري جدا
- 1977: حرامي الحب
- 1978: رحلة داخل امرأة
- 1978: المرأة الأخرى
- 1978: العمر لحظة
- 1978: الاعتراف الأخير
- 1979: ولا يزال التحقيق مستمرا
- 1980: دائرة الشك
- 1980: الشريدة
- 1981: قهوة المواردي
- 1981: الشيطان يعظ
- 1983: العذراء والشعر الأبيض
- 1984: الراقصة والطبال
- 1984: التخشيبة
- 1984: أرجوك أعطني هذا الدواء
- 1985: أيام في الحلال
- 1986: شادر السمك
- 1986: انتحار صاحب الشقة
- 1986: الصبر في الملاحات
- 1986: الحناكيش
- 1987: موعد مع القدر
- 1987: الوحل
- 1987: أبناء وقتلة
- 1988: التحدي
- 1988: اغتيال مدرسة
- 1989: حارة برجوان
- 1990: قضية سميحة بدران
- 1990: درب الرهبة
- 1990: الراقصة والسياسي
- 1992: سمارة الأمير
- 1992: ديك البرابر
- 1993: توت توت
- 1993: الغرقانة
- 1994: هدى ومعالي الوزير
- 1994: كشف المستور
- 1995: عتبة الستات
- 1996: المرأة والساطور
- 1999: الآخر
- 2000: امرأة تحت المراقبة
- 2003: قصاقيص العشاق
- 2006: مفيش غير كده

### من المسرحيات
- 1966: الطرطور
- 1967: روبابيكيا

### المسلسلات
- 1968: مفتش المباحث
- 1969: أبدًا لن أموت
- 1970: العصابة
- 1972: أشياء لا ننساها
- 1978: كيف تخسر مليون جنيه
- 1979: الوليمة
- 1983: صاحب الجلالة الحب
- 2003: العمة نور
- 2009: البوابة الثانية
- 2012: كيد النسا 2
- 2015: لهفة
- 2020: سكر زيادة

### المسلسلات الإذاعية
- 1977: برديس
- 1982: كل هذا الحب
- 1984: الصبر في الملاحات
- 1987: فكرة بمليون جنيه
- 1998: سامحوني مكنش قصدي
- 2001: سجن الزوجية
- 2008: قبض الريح
- 2016: أوراق رسمية

## الجوائز والتكريم
- مهرجان البحر الأحمر السينمائي 2023 - الاحتفال السنوي الـ5 لتكريم المرأة في السينما بالشراكة مع مجلة فانيتي فير.[5]

## وصلات خارجية
- نبيلة عبيد على موقع IMDb (الإنجليزية)
- نبيلة عبيد على موقع قاعدة بيانات الأفلام العربية